# 안준 (대동민우회)
안준(安浚, 1889년 ~ ?)은 일제강점기 공산주의 운동가·언론인이었으나, 일제강점기 말기에 친일파로 변절해 대동민우회 단체 이사장을 지냈다. 일명 안병현(安秉鉉)이라고도 한다.

## 생애

### 공산주의 운동 활동
1889년 경상남도 창원에서 태어났다. 3.1 운동 이후 고조된 청년운동에 호응하여 1919년 12월 창원에서 ‘남면(南面)청년회’ 결성을 주도했다. 1920년 경성부에서 청년단체의 전국적 조직화를 도모하기 위해서 ‘조선청년회연합회기성회’ 발기모임이 개최되자, 여기에 참여하여 경리부 담당 집행위원으로 선출되었다. 그해 12월에 소집된 조선청년회 연합회 창립총회에 참석하여 집행위원 15인 가운데 한명으로 선출되었다.
1921년 4월 초순에 열린 조선청년회연합회 제2회 정기총회에서 집행위원으로 재선되었다. 1923년 4월 조선청년회연합회 제4회 총회에 참석하여 조선물산장려운동에 가담한 집행부를 공격하는데 앞장섰다. 같은 달 ‘민중운동의 표현기관’을 자임하던 잡지사 청년당사의 발기인으로 참여했다.
1924년 4월 15일부터 경성에서 열린 ‘조선노농대회’ 총회에 남면노농회 대표자격으로 참석했다. 총회 첫날 치러진 의장 선거에서 입후보자 5인 중 한사람으로 나섰으나 당선되지는 못했다. 같은 달 17일 열린 조선노농총동맹 창립총회에 참석하여 집행부 선출을 위한 10인 전형위원에 선임되었다. 대회 마지막 날 일본경찰의 집회해산명령에 항의하여 1000여 명 인파와 더불어 시위에 주동하여 나섰으나, 이 사건으로 안준을 포함하여 시위 참가자 25명이 종로경찰서에 연행되었다. 경찰서에 구금되어 있던 같은 달 21일부터 23일까지 열린 조선청년총동맹 창립대회에서 집행위원으로 선출되었다. 이후 여섯 차례 개최된 조선청년총동맹 집행위원회 회의에 정기적으로 참석했다.
1924년 10월 무렵 비밀결사 고려공산동맹 대회에 참석하여 경상남도 위원장에 선임되었는데, 이 비밀결사는 세칭 ‘서울파 공산당’이라고 불렀다. 이즈음 자신의 고향인 경남 창원 지역에서 대중운동에도 열성적으로 참여했다. 1925년 1월 창원군의 중심부인 상남면과 웅남면의 사회주의자들과 규하하여 사상단체 ‘적성회’를 결성하고 간부로 선임되었다. 같은 해 2월 경남사회운동자동맹을 조직하려다 일제 경찰의 불법화로 금지되어 결성되지 못했다. 같은 해 4월 5일 창원군내 7개 청년단체를 통합하여 창원청년연맹을 결성하는 데 참여하고 집행위원으로 선임되었다. 같은 달 17일 전국적 사상단체를 표방한 조선사회운동자동맹 발기준비위원회 위원으로 이름을 올렸다.
1925년 6월 시대일보 진해분국 기자를 맡았다. 같은 달에 청년총동맹 제6회 집행위원회에 출석하여 제2기 집행부 선출을 위한 5인 전형위원 가운데 한 사람으로 선임되었고 신임 집행위원으로 선출되었다. 특히 1925년 7월 29일과 30일에 열린 제1회 신임 집행위원회에서 의장으로 선임되어 사회를 맡는 등 주도적인 역할을 했다. 같은 해 7월 경남수해구제회를 발기했고, 8월 청년총동맹 집행위원으로서 각지를 순방하며 이재민 구호활동을 벌였다. 1926년 4월 조선사회단체중앙협의화 창립준비위원을 맡았다. 1926년 11월 서울파 비밀결사 구성원들이 조선공산당 가입문제를 둘러싸고 두 진영으로 분열될때, 약 30%에 이르는 비가입파에 가담했다. 이즈음 경남 밀양으로 생활근거지를 옮기고 이듬해 1927년 5월 밀양 은산 농민조합 집행위원장을 맡았고, 6월 동아일보 밀양지국 수산분국 분국장에 취임했으며, 9월 조선농민총동맹 중앙집행위원으로 선출되었다. 1927년 12월 신간회 밀양지회 창립준비위원으로 활동했다.

### 친일 행적
1928년 12월 동아일보 밀양지국 수산분국 경영을 중단하고 분국장을 사임한 뒤 부산에서 경남인쇄주식회사를 경영했다. 1930년 6월 인쇄소를 경영하던 중 ‘격문사건’으로 일제 경찰에 검거되었다. 그 후 조선총독부 전직촉탁이자 잡지사 신민사 사장인 이각종의 종용과 전향 권유를 받아들여 변절했다.
1936년 2월 사상전향자 13명으로 이뤄진 백악회 창립 총회에 참석했다. 이후 사상전향자의 복지,후생을 목적으로 하는 백악회를 더 활성화하여 일본국가주의를 포방하는 적극적인 사상운동단체로 바꾸는것에 주도하였고, 대동민우회 발기에 나섰다. 같은 해 7월 대동민우회 발기인대회에 참석하고 창립대회에서 의장을 맡았다. 창립 대회에서 대회 주도권을 둘러싸고 참석자들이 이각종파벌과 김경식파벌로 분열되자, 안준은 이각종파벌에 가담했다.
그 후 반대파를 배제하고 자파 소속 사상전향자를 규합하여 대동민우회 독자 창립 움직임을 이끌었다. 그 해 8월 중순 대동민우회 창립위원회 명의로 '내선일체'등을 주장하는 글을 발표하고 동아일보의 일장기 말소사건을 격렬히 비난하는 성명을 발표했다. 같은 해 9월 사상전향자 140명을 결집하여 대동민우회 창립대회를 성사시키고 최고위직인 이사장에 취임한다.
1937년 중일전쟁 이후에는 이를 지지하는 다양한 활동에 착수했다. 1937년 7월 19일 ‘시국인식강연회’를 개최를 주도하고 강연회를 여는가 하면 조선총독부에서 주최하는 전 조선 순회 시국강연반에 참가하여 시국강연에 적극적으로 활동했다.

## 사후
민족문제연구소에서 수록한 친일인명사전에 교육,학술 분야에 선정되었다.

## 참고자료
- 디지털창원문화대전[깨진 링크(과거 내용 찾기)]
- 《친일인명사전》, 민족문제연구소